# Oregon Route 8

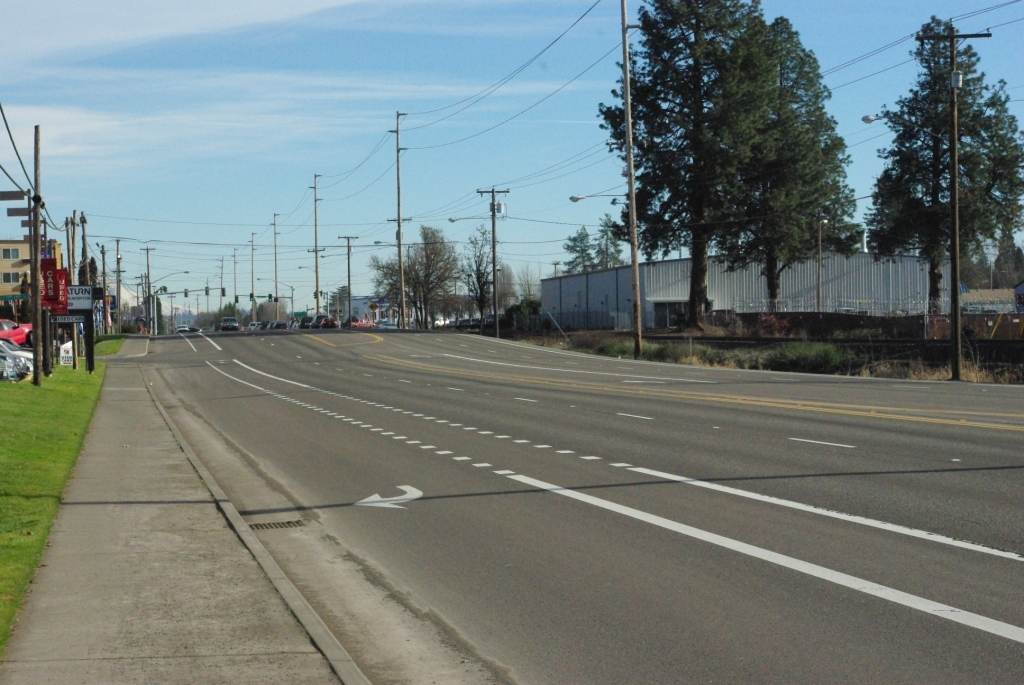
Kelet felé nézve a beavertoni Murray sugárút közelében

Az Oregon Route 8 (OR-8) egy oregoni állami országút, amely kelet–nyugati irányban a 6-os út Balm Grove-tól északnyugatra fekvő elágazásától a U.S. Route 26 Beaverton és Portland határán fekvő csomópontjáig halad.
A szakasz Tualatin Valley Highway No. 29 néven is ismert, a keleti végponttól induló 10,5 kilométert pedig Canyon Road megnevezéssel illetik.

## Leírás
A szakasz Glenwoodtól délkeletre ágazik le az OR 6-ról. Délkeleti irányban áthalad Balm Grove-on és Gales Creeken, majd keletre kanyarodva Forest Grove-ot és a 47-es utat keresztezve Corneliusba, majd Hillsboróba érkezik. Miután keresztülfutott Alohán, a nyomvonal Beavertonba érkezik, ahol West Slope mellett a 26-os szövetségi útba torkollik.

### Nyomvonal-korrekciók
- A cement felhasználásával épült pálya egy korábbi, a vasút déli oldalán futó földutat váltott ki, amely Portlandtől a mai Oregon Route 10 Farmington Road-i szakaszán át észak felé Reedville-be, onnan pedig a sínekkel párhuzamosan haladva Hillsboro Witch Hazel kerületébe érkezett.[1]
- 1919 márciusában Hillsboro városa az útvonalat a Main Streetről két sarokkal délebbre, a Baseline Streetre helyezte át; a keleti irányú forgalmat később az Oak Streetre terelték.
- 1953 márciusában a megye az útpálya négysávosra bővítése mellett döntött.[2]